# Crime contra a paz

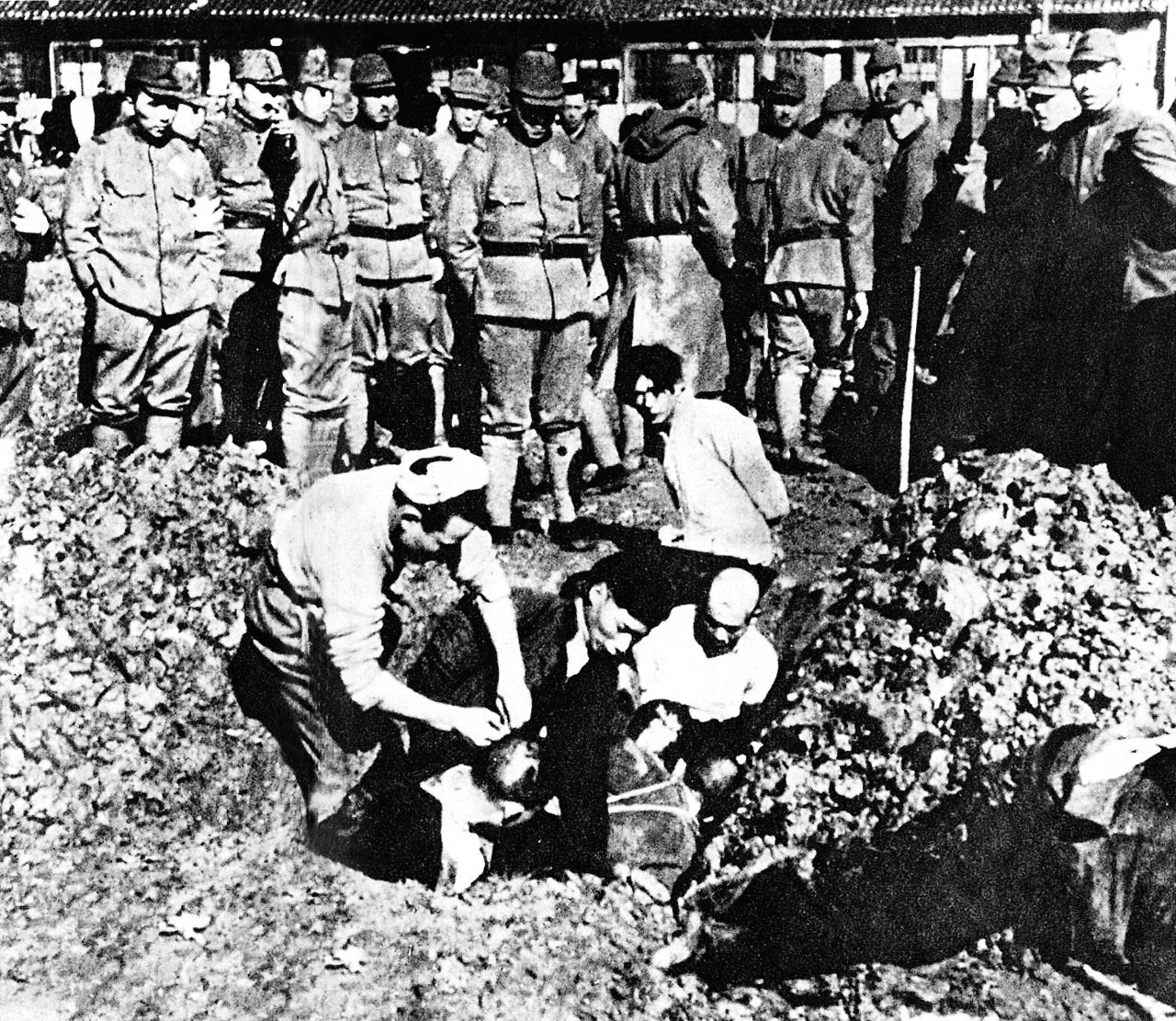
Chineses sendo preparados para serem enterrados vivos por soldados japoneses durante o Massacre de Nanquim

Um crime contra a paz, no direito internacional, refere-se ao "planejamento, preparação, iniciação, ou engajamento em guerras de agressão, ou numa guerra que viole tratados internacionais, acordos ou garantias, ou a participação num plano comum ou conspiração para a realização de qualquer um dos precedentes". Esta definição de crimes contra a paz foi incorporado pela primeira vez nos Princípios de Nuremberg e posteriormente incluídos na Carta das Nações Unidas. Esta definição também é essencial na definição da agressão como um crime contra a paz.
Uma importante exceção ao definido acima, são as ações militares defensivas tomadas ao abrigo do Artigo 51 da Carta da ONU. Tais ações defensivas estão sujeitas ao exame imediato do Conselho de Segurança, mas não exigem permissão da ONU para serem consideradas legais pelo direito internacional."Nada na presente Carta impedirá o direito inato de auto-defesa individual ou coletiva se um ataque armado ocorrer contra um Membro das Nações Unidas". O Conselho de Segurança determinará se a ação pode ser considerada legalmente o "direito de auto-defesa individual ou coletiva", ou pode indicar outro órgão da ONU para determinar isto.